# نسل‌کشی ترکمان‌های عراق
نسل‌کشی ترکمان‌های عراق به مجموعه‌ای از قتل، تجاوز، اعدام، اخراج و بردگی ترکمان‌های عراق توسط داعش اشاره دارد. اين نسل‌كشی از زمانی شروع شد که داعش زمین‌های ترکمن‌های عراق را تصرف کرد تا اینکه تمام سرزمین‌های خود را در عراق از دست داد. در سال ۲۰۱۷، آزار و اذیت ترکمن‌های عراق توسط داعش به طور رسمی توسط پارلمان عراق به عنوان یک نسل‌کشی به رسمیت شناخته شد، و در سال ۲۰۱۸، بردگی جنسی دختران و زنان ترکمن عراق توسط سازمان ملل متحد به رسمیت شناخته شد.

## زمینه و پیشینه

### ترکمان‌های عراق
ترکمن‌های عراق سومین گروه قومی بزرگ در عراق هستند. آنها ترک‌تبار هستند و در منطقه تاریخی ترکمن‌ائلی زندگی می کنند که از جنوب توسط عرب و از شمال توسط کردها احاطه شده است. آنها تقریباً به طور مساوی بین تسنن و تشیع با اقلیت کوچک کاتولیک تقسیم شده اند. همچنین بین ترکمن های سنی و شیعه فرقه گرایی وجود داشت که اغلب به درگیری های مسلحانه می انجامید. در جریان نسل کشی توسط داعش، ترکمن های عراق بدون توجه به دین یا مذهب هدف قرار گرفتند.: 313  آنها همچنین در جریان کشتار آلتون کوپری ۱۹۹۱، کشتار گاوورباغی 1946، کشتار کرکوک 1959، کشتار کرکوک 1924 و عملیات انفال کشته شدند.
در جریان حمله به شمال عراق ۲۰۱۴، داعش سرزمین‌های را که اکثریت ترکمن‌ بودند یا ترکمن‌های قابل توجهی در آن سکونت داشتند، از جمله موصل، طلافر، تکریت و بخش‌هایی از استان‌های کرکوک و دیالی را تصرف کردند.

## نسل‌کشی
در ژوئن ۲۰۱۴، زمانی که ارتش داعش برای اولین بار تلافر را تصرف کرد، ۱۳۰۰ ترکمن عراقی، حدود ۷۰۰ مرد، ۴۷۰ زن و ۱۳۰ کودک را ربود. جبهه ترکمن عراق (ITF) اعلام کرد که تنها ۴۲ نفر از ۱۳۰۰ نفر بازگشته اند و بقیه دیگر هرگز دیده نشده اند. در آن زمان ۳۰۰ ترکمن قتل عام شدند. خانه های ترکمن ها سوزانده شد، احشام آنها به سرقت رفت و بسیاری مجبور به فرار شدند. در سپتامبر ۲۰۱۴، حداقل ۳۵۰۰۰۰ ترکمن که اکثریت آنها اهل تلعفر بودند، آواره شدند. آنها در خطر گرسنگی بودند. به گفته ساکنان و فعالان محلی، از زمان این حملات، حدود ۹۰ درصد از ترکمن های طلافر فرار کرده اند. مهدی البیاتی، وزیر سابق حقوق بشر عراق و سخنگوی بنیاد نجات ترکمن، مدعی شد که تعداد پناهجویان ترکمن در فوریه ۲۰۱۷ به ۶۰۰ هزار نفر رسیده است. مهدی البیاتی همچنین مدعی شد که زیرساخت های هر منطقه ترکمن نشین به شدت توسط داعش آسیب دیده است. در سپتامبر ۲۰۱۴، کمیساریای عالی حقوق بشر سازمان ملل متحد در مورد جنایاتی که دولت اسلامی علیه ترکمن‌ها مرتکب می‌شود هشدار داد و عفو بین‌الملل شواهدی ارائه کرد که نشان می‌دهد دولت اسلامی اقدامات پاکسازی قومی را علیه ترکمن‌ها انجام داده است.
بسیاری از شبه نظامیان دولت اسلامی از سربازان سابق ارتش عراق در زمان صدام حسین بودند، که سابقه قتل عام و آزار ترکمن های عراق را داشت.
در ۹ ژوئن ۱۵ اسیر ترکمن اهل تلافر توسط داعش در موصل کشته شدند. پس از بمباران مسجد شیعیان در همان شهر، بسیاری از مردم از شهر گریختند و ۹ پناهجو کشته شدند. ۶۵ کودک از جوامع ترکمن در یک یتیم خانه در موصل رها شدند که از دیدن قتل والدین خود آسیب دیدند. برخی از این کودکان مورد آزار جنسی قرار گرفتند.
در جریان سقوط موصل در ژوئن ۲۰۱۴، دولت اسلامی به کنسولگری ترکیه در موصل حمله کرد و ۴۹ دیپلمات را ربود. احمد داووداوغلو گفت که "هیچ کس نباید تلاش کند تا حدود قدرت ترکیه را آزمایش کند"، اگرچه دولت اسلامی به این هشدار توجهی نکرد و در ۱۰ ژوئن پس از تصرف موصل به ترکمن‌ها در تلعفر حمله کرد. ترکیه به این حملات واکنشی نشان نداد که باعث شد سیاستمداران سکولار و ملی گرا به شدت از رجب طیب اردوغان و احمد داوود اوغلو انتقاد کنند. دولت ترکیه به دلیل اجازه دادن به وضعیت اسفبار ترکمن های عراق مقصر شناخته شد.
داعش در ۱۶ ژوئن ۲۰۱۴ حداقل ۴۰ ترکمن را از ۴ نقطه مختلف (چارداغلی، قراناز، بشیر، بیراوچی) در نزدیکی شهر کرکوک قتل عام کرد. داعش نیز بار دیگر متهم شد که ترکمن ها را به دلیل قومیتشان هدف قرار داده است. یک روز بعد، ۵۲ ترکمن دیگر در بشیر کشته شدند و به گفته مردم محلی، این کشتار دوباره انگیزه های قومیتی داشت. همین مکان بار دیگر در ۱۸ ژوئن و بین ۲۰ تا ۲۱ ژوئن آسیب دید و پنج و سپس ۱۷ غیرنظامی را کشت. به گفته یکی از شاهدان بشیر، ۷۰۰ ترکمن در این شهر قتل عام شدند. در ژوئن ۲۰۱۴، داعش ۲۶ ترکمن را از روستای الشمسیات ربود. بسیاری از ساکنان ترکمن روستاهای طلافر، بشیر، بیروچی و قراناز نیز با دریافت نامه های بیشتر از سوی جهادگران متواری شدند.
در ۱۸ ژوئن در جریان درگیری بین داعش و نیروی زمینی عراق بین دو شهر امیرلی و طوز، حداقل ۲۰ غیرنظامی ترکمن کشته شدند. در جریان محاصره امیرلی ۱۵۰ نفر به دلیل شرایط سخت جان خود را از دست دادند که ۵۰ کودک و ۱۰ نوزاد تازه متولد شده بودند. پس از سقوط امیرلی در سال ۲۰۱۴، برق، غذا و آب شهر قطع شد. ده ها نفر از جمله زنان باردار قبل از ارسال کمک های بشردوستانه جان خود را از دست دادند. خانه ها و مدارس و همچنین مساجد قراناز، چارداغلی و بیراوچی به آتش کشیده شد.
در ۲۳ ژوئن، داعش حداقل ۷۵ ترکمن را از مناطق گوبا، شریخان و طلافر ربود. تنها ۲ جسد در دره ای در شمال گوبا پیدا شد. آنها احتمالا اعدام شده اند. ۹۵۰ خانواده ترکمن پس از درخواست داعش از مناطق فرار کردند. در ۷ اوت ۱۰۰ مرد ترکمن در سنجار اعدام شدند.
تخمین زده می شود که در مجموع ۶۰۰ زن ترکمن توسط داعش دستگیر و به عنوان برده جنسی مورد استفاده قرار گرفتند. حدود ۴۰۰ تا ۵۰۰ نفر از آنها به زندان های موقت داعش در سوریه فرستاده شدند. در فوریه ۲۰۱۸، گروهی از زنان در مقابل دفتر حقوق بشر سازمان ملل در کرکوک تظاهرات کردند. آنها تابلوهایی در دست داشتند و از دولت عراق خواستند که برای بازیابی حدود ۴۵۰ زن ترکمن ناپدید شده کاری انجام دهد، هرچند اعتراض نادیده گرفته شد. حسن توران، رهبر ITF، می ترسید که اگر زنان ترکمن بازگردند، احتمالا قربانی قتل های ناموسی توسط خانواده های خود شوند. او اظهار داشت که "بسیاری از دختران برنمی گردند و من فقط می توانم امیدوار باشم که در صورت بازگشت خانواده های آنها همچنان آنها را بپذیرند. آنها قربانی هستند." سرانجام در سال ۲۰۱۸ سازمان ملل بردگی جنسی زنان ترکمن را به رسمیت شناخت. یک زن ترکمن که نامش فاش نشده، اهل شهر کوچک العالم در نزدیکی تکریت، که از داعش جان سالم به در برده است، به بی بی سی ترکی گفت که داعش دختران مجرد را از زنان متاهل جدا کرد و در مقابل دیدگان همه شروع به تجاوز به دختران مجرد کرد. داعش همچنین به معلم ترکمن زبان این شهر تجاوز کرد تا جایی که در نتیجه او جان باخت. بسیاری از ترکمن‌های عراق و سازمان‌های حقوق بشری اعلام کردند که نسل‌کشی دولت اسلامی بر ترکمن‌های عراق توسط ضدترکیسم تقویت شده است.
کودکان نیز معمولاً به دلایل آموزشی قربانی آدم ربایی می شدند. در نینوا در ۱۳ مارس، ۲۵ کودک ترکمن بین ۱۰ تا ۱۷ سال از یتیم خانه برعام ربوده شدند و به اردوگاه های آموزشی کودکان در طلافر فرستاده شدند.
در ماه مارس، یک گور دسته جمعی متعلق به ۱۶ ترکمن در بشیر در نزدیکی کرکوک پیدا شد. داعش بار دیگر در ماه مارس ۹ بیوه ترکمن را در قره قویان نینوا اعدام کرد که شوهرانشان توسط جهادگران کشته شدند. دلیل اعدام آنها امتناع آنها از ازدواج با داعشی ها بوده است. در روستای بیراوچیلی، داعش پس از کشتن ۲۳ نفر از ساکنان این روستا، دو ترکمن را ربود. در گوبا و شریخان ۶۰ پسر و مرد ترکمن ربوده شدند. در همین ماه یک جوان ترکمن به نام ارخان جامچی از خانه اش در کرکوک ربوده شد.
در آوریل 2015، یک نماینده ترکمان عراق فاش کرد که بیش از 400 ترکمان عراق که اکثراً زنان و کودکان بودند، توسط داعش در چند ماه گذشته ربوده شده اند. در فوریه 2016، یک سیاستمدار دیگر تایید کرد که آنها 416 نفر هستند، که اکثر آنها دیگر هرگز دیده نشدند و گمان می رود مورد تجاوز جنسی قرار گرفته و کشته شده اند.
در اوت ۲۰۱۵ در موصل، داعش ۷۰۰ ترکمن عراقی را به اتهام ارتداد در ملاء عام اعدام کرد.
انفجار یک خودروی بمب گذاری شده داعش در سال ۲۰۱۵ در استان صلاح الدین جان ۴۰ ترکمن را گرفت. ITF اعلام کرد که حملات داعش به ترکمن های عراق یک کارزار استراتژیک پاکسازی قومی بود. ۵۴۰ غیرنظامی ترکمن اهل تلعفر، از جمله ۱۲۵ زن، دوباره به دست داعش مفقود شدند و تنها ۲۲ نفر از آنها دوباره پیدا شدند.
۳۰۰۰ ترکمن در تابستان ۲۰۱۵ از شهر آمرلی گریختند. در اواخر سال ۲۰۱۵، ۱۵۰۰ خانواده ترکمن (۷۵۰۰ نفر) به کربلا پناه بردند.
تازه خورماتو در ۸ مارس مورد حمله با سلاح شیمیایی قرار گرفت که سه کشته و ۱۵۰۰ زخمی برجای گذاشت. ۲۵۰۰۰ نفر از شهر فرار کردند. در همین سال روستای بشیر نیز مورد حمله شیمیایی قرار گرفت. ۹۰ درصد بشیر در جریان بازپس گیری آن در سال ۲۰۱۶، از جمله ۲۵۰ خانه ویران شد. در روستای ترکمن نشین بشیر، ۹ زن ربوده شدند، مورد تجاوز جنسی قرار گرفتند و در ملاء عام به تیر چراغ برق آویزان شدند. در همان روستا به دختری ۱۲ ساله مورد تجاوز گروهی قرار گرفت و به تیر برق آویزان شد. هنگامی که ساکنان ترکمن سعی کردند جسد او را بیاورند، ۱۵ مرد با شلیک تک تیرانداز داعش کشته شدند. موارد تجاوز جنسی پس از سقوط طوزخورماتو در ژوئن نیز ثبت شد.
در ژانویه یک گور دسته جمعی در رشیدیه در نزدیکی موصل توسط نیروهای مسلح عراق پیدا شد. این قبر متعلق به ۲۷ مرد و پسر ترکمن قتل عام شده بود. اجساد آنها آثار شکنجه داشت. در سال ۲۰۱۷ تعداد زنان، دختران و کودکان ترکمن ناپدید شده به ۱۲۰۰ نفر افزایش یافت. در سال ۲۰۱۸، ۱۰۰ نفر دیگر ناپدید شدند.

## تخریب میراث
داعش مسئول تخریب آثار تاریخی است که برای ترکمن های عراق مهم بود. بسیاری از مساجد با قدمت چند صد ساله، چه سنی و چه شیعه، و همچنین کتابخانه ها ویران شدند. قدیمی ترین کتابخانه در تلعفر منفجر شد، در حالی که کتابخانه دیگری با بیش از ۱۵۰۰ کتاب تاریخی در دیالی ویران شد. از آثار تخریب شده می توان به مقبره یحیی ابوالقاسم (ساخته شده در سال ۱۲۹۳ توسط زنگیان، ویران شده در سال ۲۰۱۴)، مقبره امام عون الدین (ساخته شده در سال ۱۲۴۸ توسط زنگیان، ویران شده در سال ۲۰۱۴) و حرم مطهر امامزاده عون الدین اشاره کرد. قدیب البن موصلی (ساخته شده توسط اتابگ های موصل، ویران شده در سال ۲۰۱۴)، مسجد الامام محسن (ساخته شده توسط سلجوقیان، به شدت آسیب دیده در سال ۲۰۱۵)، مسجد بزرگ النوری (ساخته شده در سال ۱۱۷۲ توسط زنگیان) ، تخریب شده در سال ۲۰۱۷)، مسجد امام باهر (ساخت ۱۲۵۹، تخریب شده در سال ۲۰۱۴) و مسجد پاشا (ساخته شده در سال ۱۸۸۱ توسط عثمانی‌ها، تخریب شده است).